# La prima radice
La prima radice (L'enracinement) è un saggio della filosofa francese Simone Weil, composto nel 1943 a Londra. È il suo saggio più lungo, e rappresenta una sintesi del pensiero weiliano sui temi sociali, politici e religiosi.
Il titolo L'enracinement è postumo, mentre il sottotitolo Prélude à une déclaration des devoirs envers l'être humain fu coniato dalla Weil, incaricata dall'organizzazione France libre – a cui la filosofa si era unita – di raccogliere idee su come gestire una situazione di pace al termine della seconda guerra mondiale. L'opera delinea il progetto di una società nuova, basata sulle «esigenze dell'anima» e non più sui meccanismi di oppressione.

## Storia
Il saggio fu pubblicato nel 1949 dalla casa editrice Gallimard, nella collana Espoir diretta da Albert Camus, secondo il quale L'enracinement poteva davvero offrire le direttive per un rinascimento europeo sulle macerie della guerra. Una seconda edizione, accresciuta, venne pubblicata nel 1950, quando comparve anche una recensione favorevole di Emmanuel Mounier, che consigliò il libro – per lui animato in ogni pagina «da una fiamma interna» – agli individui coinvolti «nei classici intrighi del potere».
Christian Möller, invece, non risparmierà critiche, definendolo «un libro in cui, fra pagine molto belle, il galimatías domina». A tali critiche Augusto Del Noce ha replicato:
Nel 1972, in un articolo per la rivista Die Zeit, Heinz Abosch affermò che il concetto weiliano di déracinement (sradicamento) non sarebbe stato possibile senza quello marxiano di «alienazione», ma il critico Thomas R. Nevin ha obiettato che il contesto sociale del déracinement offre piuttosto un richiamo alla distinzione rousseauiana fra homme naturel (uomo naturale) e homme policé (uomo civilizzato).
L'opera fu tradotta in lingua italiana da Franco Fortini – che rese il titolo in La prima radice – nel 1954 per le Edizioni di Comunità. La traduzione di Fortini fu ripubblicata – con l'espressione «essere umano» anziché «creatura umana» nel sottotitolo – nel 1990 dalla casa editrice SE e nel 1996 da Leonardo Editore.

## Contenuto
In questo saggio, la Weil propone una sorta di ricentramento della teoria e prassi politica attorno al tema dell'obbligo, del dovere. 
La nozione di obbligo sovrasta quella di diritto, che le è relativa e subordinata. Un diritto non è efficace di per sé, ma solo attraverso l'obbligo cui esso corrisponde; l'adempimento effettivo di un diritto non proviene da chi lo possiede, bensì dagli altri uomini che si riconoscono, nei suoi confronti, obbligati a qualcosa. L'obbligo è efficace allorché viene riconosciuto. L'obbligo, anche se non fosse riconosciuto da nessuno, non perderebbe nulla della pienezza del suo essere. Un diritto che non è riconosciuto da nessuno non vale molto.
Dalla rivoluzione francese in avanti, la storia dell'Occidente, è stata una storia di una progressiva affermazione dei diritti: diritti naturali, diritti civili, diritti politici e sociali. La categoria del diritto è assurta negli ultimi secoli a baricentro del linguaggio politico, conoscendo una progressiva espansione semantica e un'estensione presso gruppi sociali sempre più numerosi. Ma, argomenta la Weil, il linguaggio dei diritti sottende una logica della forza; i diritti valgono nella misura in cui chi li rivendica ha la forza di imporli agli altri.  L'esercizio di un diritto presuppone la forza di poterlo tradurre in atto, di porlo in essere. 
In un'Europa sconvolta dal secondo conflitto mondiale il linguaggio dei diritti - e la sottesa logica della forza - devono essere abbandonati in favore di un linguaggio dell'obbligo, del dovere, sotteso al quale la logica della debolezza. L'obbligo precede il diritto e fonda il diritto, non viceversa. Un diritto è tale ed è riconosciuto tale solo in virtù dell'obbligo cui esso corrisponde. Il suo adempimento proviene non dal titolare del diritto in questione, bensì da coloro che si sentono obbligati nei suoi confronti. Un diritto che non fosse riconosciuto dagli altri, al quale non corrispondesse alcun obbligo, sarebbe di per sé inefficace. L'obbligo, quand'anche non trovasse un corrispettivo nel diritto dell'altro da me, non per questo cesserebbe di operare, non per questo perderebbe efficacia. Se il diritto pone chi lo rivendica in una posizione di forza, l'obbligo pone in una posizione di debolezza. L'obbligato è per definizione in dovere-di, è sempre mancanza-di rispetto a colui al quale ci sentiamo obbligati. L'obbligo ha sempre come oggetto persone concrete, mai entità astratte o collettività.
Si tratta a ben vedere di una radicale conversione, una metànoia della teoria e prassi politica. 
Tale obbligo deve scaturire da un atteggiamento di profonda attenzione per l'altro, per ciascun essere umano, che la Weil, fedele all'etimo latino, chiama rispetto. Respicere (part. pass. respectum) significa infatti prendersi cura, avere riguardo, prestare attenzione, prestare ascolto.
L'oggetto dell'obbligo, nel campo delle cose umane, è sempre l'essere umano in quanto tale. C'è obbligo verso ogni essere umano, per il solo fatto che è un essere umano, senza che alcun'altra condizione abbia ad intervenire; e persino quando non gliene si riconoscesse alcuno. [...] Quest'obbligo è eterno. Esso risponde al destino eterno dell'essere umano. Soltanto l'essere umano ha un destino eterno. Le collettività umane non ne hanno. Quindi, rispetto a loro, non esistono obblighi diretti che siano eterni. E' eterno solo il dovere verso l'essere umano come tale. Quest'obbligo è incondizionato. Se esso è fondato su qualcosa, questo qualcosa non appartiene al nostro mondo. Nel nostro mondo, non è fondato su nulla. E' questo l'unico obbligo relativo alle cose umane che non sia sottomesso a condizione alcuna. Quest'obbligo non ha un fondamento, bensì una verifica nell'accordo della coscienza universale.
Ogni essere umano considerato nel suo valore assoluto, come fine e mai come mezzo: è una sorta di nuovo imperativo categorico, il valore assoluto di ogni essere umano come un fatto della ragione che si impone per la sua stessa auto-evidenza ad ogni coscienza. Questo significa rispetto, questa è l'origine degli obblighi secondo la Weil. Uno sguardo capace di profondità verso le cose, di fermarsi e soffermarsi sui volti, sui fatti; rispetto è pertanto atteggiamento opposto alla superficialità, ad uno sguardo che non guarda. Il rispetto consente di riconoscere quelli che sono i bisogni fondamentali di ogni essere umano.
Il fatto che un essere umano possieda un destino eterno impone un solo obbligo, il rispetto. L'obbligo è adempiuto soltanto se il rispetto è effettivamente espresso, in modo reale e non fittizio; e questo può avvenire soltanto mediante i bisogni terrestri dell'uomo.
La Weil procede in seguito ad una sorta di sistematizzazione dei bisogni fondamentali dell'essere umano. Anzitutto, vi sono i bisogni fisici: il nutrimento, l'abitazione, il vestiario, l'igiene, il caldo, le cure in caso di malattia, la protezione dalla violenza. Seguono, non meno importanti, i bisogni morali. Questi si distinguono dai desideri; i desideri sono illimitati e, per così dire, "insaziabili"; i bisogni morali, al pari dei bisogni fisici, possono invece essere soddisfatti e non conoscono un rimando ad libitum. Si dispongono per coppie di contrari e sono: ordine e libertà, ubbidienza e responsabilità, uguaglianza e gerarchia, onore e punizione, sicurezza e rischio, libertà di opinione e verità, proprietà privata e proprietà collettiva. A fondamento e coronamento di questo antropologia dei bisogni sta un bisogno principale, dalla Weil denominato bisogno di radicamento.

## Edizioni
- Simone Weil, La prima radice. Preludio a una dichiarazione dei doveri verso la creatura umana, traduzione di Franco Fortini, Milano, Edizioni di Comunità, 1954, ISBN non esistente.
- Simone Weil, La prima radice. Preludio a una dichiarazione dei doveri verso l'essere umano, traduzione di Franco Fortini, con uno scritto di Giancarlo Gaeta, Milano, SE, 1990, ISBN 978-88-7710-706-0.
- Simone Weil, La prima radice. Preludio a una dichiarazione dei doveri verso l'essere umano, traduzione di Franco Fortini, invito alla lettura di Laura Boella, Milano, Leonardo, 1996, ISBN 88-04-40842-1.